# یدالله
یدالله نامی مردانه با ریشه عربی به معنی دست خدا است که می‌تواند به افراد زیر اشاره داشته‌باشد:
- یدالله شیراندامی
- یدالله شریفی‌راد
- یدالله سحابی
- یدالله صمدی
- یدالله محمدی‌نژاد
- یدالله محبی
- یدالله اکبری
- یدالله بایندر
- یدالله رؤیایی
- یدالله جوانی
- یدالله عضدی
- یدالله جوادپور
- یدالله موقن
- یدالله بیگدلی
- یدالله طاهرنژاد
- یدالله نوعصری
- یدالله بهزاد
- یدالله رحمانی
- یدالله نجفی
- یدالله خلیلی
- یدالله محمودی
- یدالله مایل تویسرکانی
- یدالله عاطفی
- یدالله جهانبازی
- یدالله ثمره
- یدالله طارمی
- یدالله کابلی
- یدالله دهقانی
- یدالله شهیدی
- یدالله مفتون امینی
- یدالله زیوه
- یدالله دهستانی
- یدالله اسلامی
- یدالله منصوری
- یدالله قرایی
- یدالله کارگرپیشه
- یدالله داج